# Chetogena appendiculata
Chetogena appendiculata là một loài ruồi trong họ Tachinidae.